# دبلیوای‌جی۲۰
دبلیوای‌جی۲۰ (انگلیسی: WIG20) شاخص بازار بورس ورشو است، که در سال ۱۹۹۱ راه‌اندازی شد و هم‌اکنون از ۲۰ شرکت تشکیل می‌شود.